# Las Letras
Las Letras är en ort i Mexiko.   Den ligger i kommunen Puruándiro och delstaten Michoacán de Ocampo, i den centrala delen av landet, 260 km väster om huvudstaden Mexico City. Las Letras ligger 2 132 meter över havet och antalet invånare är 1 221.
Terrängen runt Las Letras är huvudsakligen kuperad, men söderut är den platt. Runt Las Letras är det ganska tätbefolkat, med 108 invånare per kvadratkilometer. Närmaste större samhälle är Puruándiro, 17,9 km sydväst om Las Letras. I omgivningarna runt Las Letras växer huvudsakligen savannskog.